# لا شابيل سويف (أورن)
لا شابيل سويف هي بلدية في أورن في شمال غرب فرنسا. 